# Aspalathus diffusa
Aspalathus diffusa är en ärtväxtart som beskrevs av Christian Friedrich Frederik Ecklon och Carl Ludwig Philipp Zeyher. Aspalathus diffusa ingår i släktet Aspalathus och familjen ärtväxter. Inga underarter finns listade i Catalogue of Life.